# Bandera de Parlavà
La bandera oficial de Parlavà té la següent descripció:
Bandera apaïsada, de proporcions dos d'alt per tres de llarg, bicolor horitzontal vermella i blanca amb la mola de l'escut al centre, formada per dos discs concèntrics, l'intern de diàmetre 1/18 de l'alçària del drap, vermell a la meitat superior i blanc a la inferior, i l'extern, de gruix 1/6 de la mateixa alçària, blanc a la meitat superior i vermell a la inferior.
Va ser aprovada l'1 d'octubre de 2007 i publicada en el DOGC el 17 d'octubre del mateix any amb el número 4989.